# Denise Lewis
Dame Denise Rosemarie Lewis DBE (West Bromwich, 27 d'agost de 1972) és una presentadora esportiva britànica, administradora esportiva i antiga atleta, especialitzada en heptatló.
Va guanyar la medalla d'or a l'heptatló als Jocs Olímpics de Sydney de 2000, va ser dues vegades campiona dels Jocs de la Commonwealth, va ser campiona d'Europa de 1998 i va guanyar medalles de plata als Campionats del Món de 1997 i 1999. Va ser la primera europea a guanyar l'heptatló olímpic, tot i que els europeus, inclosa la britànica Mary Peters, havien guanyat l'esdeveniment precursor del pentatló olímpic.
La seva millor puntuació personal per a l'heptatló és de 6.831 punts, fixada a la reunió Décastar l'any 2000. Es tracta d'un antic rècord britànic i ocupa el tercer lloc a les llistes britàniques de tots els temps per darrere de la doble campiona dels Jocs de la Commonwealth Katarina Johnson-Thompson i la triple campiona mundial i europea Jessica Ennis-Hill. Juntament amb aquestes dues i les pentatletes Mary Rand i Dame Mary Peters, Lewis és reconeguda com una de les millors atletes femenines de multi-esdeveniments de la Gran Bretanya.
Des que es va retirar de l'atletisme, ha treballat a la televisió i altres mitjans de comunicació, i ara és una experta habitual d'atletisme per a la BBC Television, fins i tot durant els Jocs Olímpics de Londres 2012, Rio 2016 i Tòquio 2020. A més del seu treball mediàtic, Lewis és presidenta dels Jocs de la Commonwealth England, que és l'Associació oficial de Jocs de la Commonwealth per a Anglaterra als Jocs de la Commonwealth i, des de 2023, presidenta de UK Athletics, l'òrgan de govern de l'esport de l'atletisme al Regne Unit.

## Carrera olímpica

### Jocs Olímpics de 1996
Lewis va debutar als Jocs Olímpics el 1996. Va quedar tercera darrere Ghada Shouaa i Natasha Sazanovitx

### Jocs Olímpics de 2000
El primer dia de l'heptatló dels Jocs Olímpics d'Estiu de 2000 va ser el 23 de setembre. En el primer esdeveniment, Lewis va tornar a registrar 13,23 segons per als 100 metres tanques, per quedar en segon lloc darrere de la campiona del món, Eunice Barber, que havia acabat en 12,97 segons. Ghada Shouaa, la campiona olímpica de 1996, es va retirar després de només 20 metres de la seva carrera.
Després d'una mala actuació en el salt d'alçada, superant només 1,75 m, molt lluny de la seva millor marca personal, Lewis anava en vuitena posició, a 152 punts de Barber que havia augmentat la seva avantatge. En el tercer esdeveniment, el llançament de pes, Lewis va registrar una distància de 15,55 m, col·locant-se segona, 30 punts per darrere de Natàl·lia Sazanovitx i 45 punts per davant de l'antiga campiona del món Sabine Braun. La distància d'11,27 m de Barber la va situar en vuitena posició.
En l'última prova del dia, els 200 metres, Lewis va registrar un temps de 24,34 segons. El temps de Braun la va situar en la sisena posició. Una bona ratxa de Natàlia Rosxupkina la va traslladar de la sisena posició a la segona, i va empènyer Lewis al tercer lloc.
Al final de la primera jornada, els punts obtinguts eren:
1. Natàl·lia Sazanovitx, BLR : 3.903
2. Natàlia Rosxupkina, RUS : 3.872
3. Denise Lewis, GBR : 3.852
4. Urszula Włodarczyk, POL : 3.805
5. Ielena Prokhorova, RUS: 3.771
6. Sabine Braun, GER : 3.770
7. Eunice Barber, FRA : 3.707
8. Karin Specht-Ertl, GER: 3.697

La primera prova del segon dia va ser el salt de llargada. El millor salt de Lewis va ser de 6,48 m, per darrere de Ielena Prokhorova i Sazanovitx. Eunice Barber, amb una lesió, es va retirar després d'aquest esdeveniment. En la sisena prova, la javelina, Lewis va aconseguir un llançament de 50,19 m. Amb les seves rivals més properes molt més enrere, va passar al primer lloc, amb Sazanovitx a 63 punts en segon lloc i Prokhorova en tercera a 83 punts més.
A la prova final, els 800 metres, Lewis va córrer amb la part inferior de la cama esquerra embenada a causa d'una lesió al panxell i al tendó d'Aquil·les, amb l'objectiu d'estar prou a prop dels líders de la cursa per mantenir la seva avantatge de punts. Prokhorova va guanyar la cursa de manera convincent i quan Lewis va creuar la línia darrere de Sazanovitx no estava clar, al principi, si el temps de Lewis de 2:16.83 era suficient per mantenir el primer lloc. Després de calcular els punts individuals, es va anunciar que Lewis havia guanyat amb un total de 6.584 punts. Prokhorova va ser segona amb 6.531 (53 punts per darrere de Lewis), i Sazanovitx va ser tercera amb 6.527 (4 punts per darrere de Prokhorova).

### Jocs Olímpics de 2004
Als Jocs Olímpics de 2004, Lewis patia una sèrie de lesions i es va retirar de la competició després del salt de llargada. La seva companya d'equip i d'entrenament Kelly Sotherton es va emportar el bronze.

## Estadístiques

### Rècords personals
| Esdeveniment      | Rècords            | Data                 | Reunió                             | Lloc                   | Notes                                                                 |
| ----------------- | ------------------ | -------------------- | ---------------------------------- | ---------------------- | --------------------------------------------------------------------- |
| 100 m tanques     | 13,13 segons       | 29 de juliol de 2000 | Décastar                           | Talence, França        |                                                                       |
| 200 m             | 24,10 segons       | 1 de juny de 1997    | Hipo-Reunió                        | Götzis, Àustria        |                                                                       |
| 800 m             | 2 min 12,20 segons | 30 de juliol de 2000 | Décastar                           | Talence, França        |                                                                       |
| Salt d'alçada     | 1,87 m             | 21 d'agost de 1999   | Campionat del Món d'Atletisme 1999 | Sevilla, Espanya       |                                                                       |
| Salt de llargada  | 6,69 m             | 30 de juliol de 2000 | Décastar                           | Talence, França        |                                                                       |
| Llançament de pes | 16,12 m            | 21 d'agost de 1999   | Campionat del Món d'Atletisme 1999 | Sevilla, Espanya       |                                                                       |
| Javelina          | 51,48 m            | 10 de juliol de 2004 | Campionats AAA 2004                | Manchester, Regne Unit |                                                                       |
| Heptatló          | 6.831 punts        | 30 de juliol de 2000 | Décastar                           | Talence, França        | 100T 13.13 SA 1,84 LP 15.07 200m 24.01w SJ 6,69 J 49,42 800 m 2:12,20 |

### Títols nacionals
- Campionats AAA (Amateus Athletic Association d'Anglaterra)[7]
  - Salt de llargada: 1996, 1998
- Campionats AAA en pista coberta[8]
  - 60 m tanques: 1997
  - Salt de llargada: 1994, 1995, 1998
  - Llançament de pes: 2004†

† Lewis va ser la primer britànica classificada al llançament de pes en pista coberta de l'AAA del 2004 darrere de la sueca Helena Engman.
- Campionats Júnior AAA[9]
  - Heptatló (sub-17): 1988
  - Salt de llargada: 1989
- Partit internacional de les escoles britàniques[10]
  - Salt de llargada: 1988
- Campionats d'escola anglesa[11]
  - Salt de llargada: 1986 (junior), 1987 (intermedi)

### Victòries al circuit
- Décastar: 2000

## Honors, premis i reconeixements
Pels serveis a l'esport, Lewis va ser nomenada membre de l'Ordre de l'Imperi Britànic (MBE) en els honors d'Any Nou de 1999, Oficial de l'Ordre de l'Imperi Britànic (OBE) en els Honors d'Any Nou de 2001 i Dama Comandant de l'Ordre de l'Imperi Britànic (DBE) als honors d'Any Nou 2023.
L'any 2000, Lewis també va rebre la Freedom of the City (Llibertat de la Ciutat) de la ciutat de Wolverhampton. El 2010, va ser inclosa al Saló de la Fama de l'Esport de Wolverhampton, mentre que el 2011, va ser inclosa al Saló de la Fama de l'Atletisme d'Anglaterra. El 2013, Lewis va ser homenatjat a la cerimònia anual dels premis Wolverhampton Famous Sons & Daughters. El 2014, se li va lliurar un títol honoris causa de la Universitat de Wolverhampton.
Amb la Dama Kelly Holmes, Christine Ohuruogu i Paula Radcliffe, Lewis gaudeix de l'aclamació com una de les "noies d'or" de l'atletisme britànic i, el 1998 i el 2000, va ser finalista de la Personalitat esportiva de l'any de la BBC. El 2003, Lewis va ser presentada com a candidat a la BBC Midlands gran Midlander de tots els temps, però va perdre davant l'eventual guanyador, Reginald Mitchell, l'inventor del Supermarine Spitfire.
Lewis va ser votada com a "Esportista de l'any" tres vegades per l' Associació de Periodistes Esportius (SJA), el 1997, 1998 i 2000, un rècord conjunt. També va ser finalista el 1996. Va ser seleccionada com a "atleta femenina de l'any" per la British Athletics Writers' Association (BAWA) quatre vegades, el 1996, 1997, 1998 i 2000. Lewis va guanyar el premi a l'"Esportista de l'any" de Sunday Times un rècord de tres vegades, el 1994, 1998 i 2000.
A la inauguració dels premis esportius de diversitat ètnica britànica (BEDSA) el 2015, Lewis es va convertir en la primera destinatària del premi a la trajectòria.
El seu rècord britànic i de la Commonwealth de 6831 punts es va establir el 30 de juliol de 2000 a Talence, França. El 2013, va ocupar el 15è lloc a la llista de tots els temps de l'heptatló.
L'any 2002, la victòria olímpica de Lewis va ocupar el lloc 90 als 100 millors moments esportius de Channel 4.
El 2010, Lewis va ser nomenada patrona de la Jaguar Academy of Sport.
Fora dels seus èxits esportius, Lewis va ser inclosa a l'edició de 2019 de Powerlist, classificant els 100 negres britànics més influents.

## Carrera televisiva
Des de 2009, Lewis ha actuat com a experta de la cobertura d'atletisme de BBC Sport i ha cobert esdeveniments importants en directe, com ara el Campionat Mundial d'Atletisme de 2009, els Jocs de la Commonwealth de 2010, els Jocs Olímpics d'Estiu de 2012, els Jocs de la Commonwealth de 2014 i els Jocs Olímpics d'Estiu de 2016.
El 2 de febrer de 2015, Lewis va ser convidada a un episodi de The One Show de Matt Baker.
Lewis també ha estat presentadora en diversos programes de televisió no esportius. El juliol de 2015, va ser copresentadora de Right on the Money, una sèrie diürna a BBC One, al costat de Dominic Littlewood. El programa va tornar per a una segona sèrie el juliol de 2016. Des del 22 de juliol de 2011, Lewis va presentar el programa de televisió de realitat infantil Camp Orange. És presentadora de Secret Britain de la BBC (de la tercera sèrie en endavant) que introduïa aspectes menys coneguts del camp britànic.

### Strictly Come Dancing
El 2004, Lewis va participar al concurs de ball de la BBC, Strictly Come Dancing. Es va associar amb el ballarí professional Ian Waite i, en les primeres setmanes, va aconseguir el major nombre de punts dels jutges. Finalment va arribar a la final i va quedar finalista derrere de l'actriu Jill Halfpenny. Després d'això, Lewis i les altres dues parelles de la final van ballar al Royal Variety Performance.

## Vida personal
Nascut el 27 d'agost de 1972 a West Bromwich, de pares nascuts a Jamaica, Lewis va créixer a Pendeford, Wolverhampton, i es va educar a la Regis School de Tettenhall, que més tard es va convertir en la King's School. Més tard s'hi va construir un pavelló esportiu d'un milió de lliures i va rebre el seu nom en el seu honor.
Des de finals de la dècada de 1990 fins al 2005, Lewis va tenir una relació amb el velocista belga Patrick Stevens, i van tenir una filla. El 2006, Lewis es va casar amb Steve Finan O'Connor, antic manager del grup pop britànic All Saints, actual manager de Liam Payne i fill del còmic Tom O'Connor. Tenen tres fills.